# Til-Châtel
Til-Châtel település Franciaországban, Côte-d’Or megyében. Lakosainak száma 1136 fő (2022. január 1.). Til-Châtel Selongey, Échevannes, Gemeaux, Is-sur-Tille, Lux, Marcilly-sur-Tille, Orville és Véronnes községekkel határos.

## Népesség
A település népessége az elmúlt években az alábbi módon változott:
| Lakosok száma | 731  | 755  | 768  | 940  | 1055 | 1065 | 1110 | 1138 | 1144 | 1136 |
|               | 1968 | 1982 | 1990 | 2006 | 2013 | 2015 | 2017 | 2019 | 2020 | 2022 |